# ジョセフ・ウォレス・オマーン
ジョセフ・ウォレス・オマーン（Joseph Wallace Oman; 1864年8月15日 – 1941年7月1日）は、アメリカ合衆国出身の海軍軍人、政治家。最終階級は海軍少将(en)。米西戦争、米比戦争、第一次世界大戦に従軍した。第2代アメリカ領ヴァージン諸島海軍知事(1919年 - 1921年)。海軍十字章受章者。

## 経歴・人物
1864年8月15日、ペンシルベニア州・コロンビア郡のライトストリートで、父ヘンリー・フリース・オマーンと母メアリー・ジェーン・シャノンの息子として、オマーンは生まれた。
1908年、ニューヨーク市の聖アグネス教会で、バージニア・センター・モースと結婚した。バージニアの祖父はパナマ地峡鉄道の副社長を務めたアレクサンダー・ジェンキンス・センターであった。オマーンはバージニアとの間に4人の子供をもうけた。
1941年7月1日、イギリス・ロンドンで死去。妻と共に、マサチューセッツ州・ケンブリッジのマウント・オーバーン墓地に埋葬されている。

### 軍歴
1882年、アメリカ合衆国海軍兵学校入学。下院議員のロバート・クロッツによって海軍士官候補生に任命され、1886年にはクラス4位の成績で卒業した。防護巡洋艦アトランタや蒸気船ガレーナに乗船。1888年には少尉に任命され、1896年には中尉に昇進した。
米西戦争で砲艦ヘレナに乗船し、第三次マンサニージョ海戦に参加した。米比戦争では、砲艦マリベレスを指揮。1909年には司令官に昇進。ボストン海軍工廠の司令官を2年務めた後、装甲巡洋艦ノースカロライナや戦艦ジョージアの艦長を歴任。1916年から1917年にはニューヨーク港の監督官を務めていた。
1917年7月、軍隊輸送船リヴァイアサンの船長に任命された。同船はドイツ帝国の民間旅客船で、1914年当時世界最大の旅客船であった「ファーターラント号」を戦時徴用したものであった。その船体は54,282トン、全長289.6mと巨大であったが、ダズル迷彩を施すといった対策を行ったこともあり、潜水艦の哨戒を回避することに成功。終戦までに12万人近くの兵士や物資の輸送に成功した。オマーンはこれらの功績により海軍十字章を授与された。その後、1918年に少将に昇進した。

## アメリカ領ヴァージン諸島知事として
1919年、オマーンはアメリカ領ヴァージン諸島の海軍知事に任命された。初期の植民地政府の中で最も効率的な運営を行ったとされ、島はラム酒の輸出のおかげで繁栄した。その後、1921年に海軍を退役し、知事を辞任した。 
アメリカ海軍初の黒人バンドマスターであるオールトン・アダムスは、行進曲『ザ・ガバナース・オウン（The Governor's Own、「知事直属」の意）』はオマーンに触発されて作曲したものだと自著に書いている。